# Nampteuil-sous-Muret
 Nampteuil-sous-Muret  es una población y comuna francesa, situada en la región de Picardía, departamento de Aisne, en el distrito de Soissons y cantón de Oulchy-le-Château.

## Demografía
| 121 | 149 | 150 | 187 | 182 | 179 | 150 | 153 | 150 | 151 | 149 | 134 | 150 | 150 | 128 | 133 | 132 | 150 | 143 | 141 | 114 | 139 | 117 | 132 | 139 | 130 | 122 | 99 | 83 | 86 | 102 | 76 | 80 |
| Para los censos de 1962 a 1999 la población legal corresponde a la población sin duplicidades (Fuente: INSEE [Consultar]) |     |     |     |     |     |     |     |     |     |     |     |     |     |     |     |     |     |     |     |     |     |     |     |     |     |     |    |    |    |     |    |    |